# 12e régiment de missiles antiaériens
Pour les articles homonymes, voir 12e régiment.
Le 12e régiment de missiles antiaériens (en russe : 12-й зенитный ракетный полк) est un régiment équipé de système de défense antiaérienne et antimissile mobile des troupes de missiles antiaériens des forces aérospatiales russes (no   d'unité ?).
L'unité est reformé en 2014 après l'annexion de la Crimée par la Russie sur la base du 174e régiment de missiles antiaériens. Sa garnison est située dans la ville de Sébastopol. Le régiment fait actuellement partie de la 31e division de défense aérienne (ru) du 4e armée de l'air et des forces de défense aérienne du district militaire sud.